# يوم مر الثاني
يوم مر الثاني وهو من أيام العرب في بداية عصر الإسلام وكان بين بنو عمرو بن الحارث من هذيل وبين بني سعد بن ليث من كنانة.

## الأحداث
روى السكري ثم ان بنو الدئل من كنانة مرو بمنازل هذيل فوجدوا غلامين من بني عمرو بن الحارث من هذيل يصيدان فقتلوا احدهما ولم يقدروا على الأخر ثم سمعت ام حذيفة ما حصل من قتلهم للغلام فأخبرت حذيفة بن انس الهذلي فأستصرخ حذيفة عليهم طوائف هذيل.
فخرج بنو الدئل من كنانة وذهبوا الى منطقة أخرى واتت قبيلة بني سعد بن ليث مكانهم فخرج حذيفة ومعه قوم من بني عمرو فطالع اهل الدار فراهم وتركهم ليلتها وامسى يظن انهم بنو الدئل من كنانة. حتى اتى الليل فدخل حذيفة بن انس ومن معه من هذيل على بني سعد بن ليث من كنانة فجعل يستلونهم ويقتلون في كنانة وقال حذيفة بن انس «لكأني اطعن في بطون بني سعد بن ليث». قال السكري فقتل حذيفة ابن امرأة من كنانة واخاها واباها. حتى صاحت وقالت «يا لسعد بن ليث ما رأيت مثل هذه الليلة قط !».
قال أبو عبيدة البكري «مخبر قرية بين علاف ومرّ وهنالك قتل حذيفة بن أنس نفرا من بنى سعد بن ليث».

## ما روي
قيل ان نفرا من بني عمرو بن الحارث من هذيل خرجوا يريدون الغارة على بني الدئل من كنانة وكانوا يتذكرون انهم في ديار محدده ولكن بني الدئل خرجت من تلك الديار وسكنتها بني سعد بن ليث من كنانة. فبيتتهم بني عمرو وهم يظنون انهم بنو الدئل فوقع القتال وقال ابن الاعرابي «فأصابوا فيهم وقتلوا من ناسا وقتلوا غلاما كان فيهم مسترضعا وهو ابن ربيعة بن الحارث بن عبد المطلب وهو الذي وضع الرسول صلى الله عليه وسلم دمة يوم الفتح».

## ما ذكر عن النبي
ذكر عن النبي محمد صلى الله عليه وسلم في يوم الفتح انه وضع دم ربيعة بن الحارث الهاشمي بعد ان مات ابنه ادم بن ربيعة في هذه المعركة وكان مسترضعا في بني سعد بن ليث فقال النبي.
| يوم مر الثاني | ألا إن كل دم ومأثرة في الجاهلية فإنها تحت قدمي هاتين وإن أول دم أضعه دم ربيعة بن الحارث | يوم مر الثاني |